# Константин Манассия

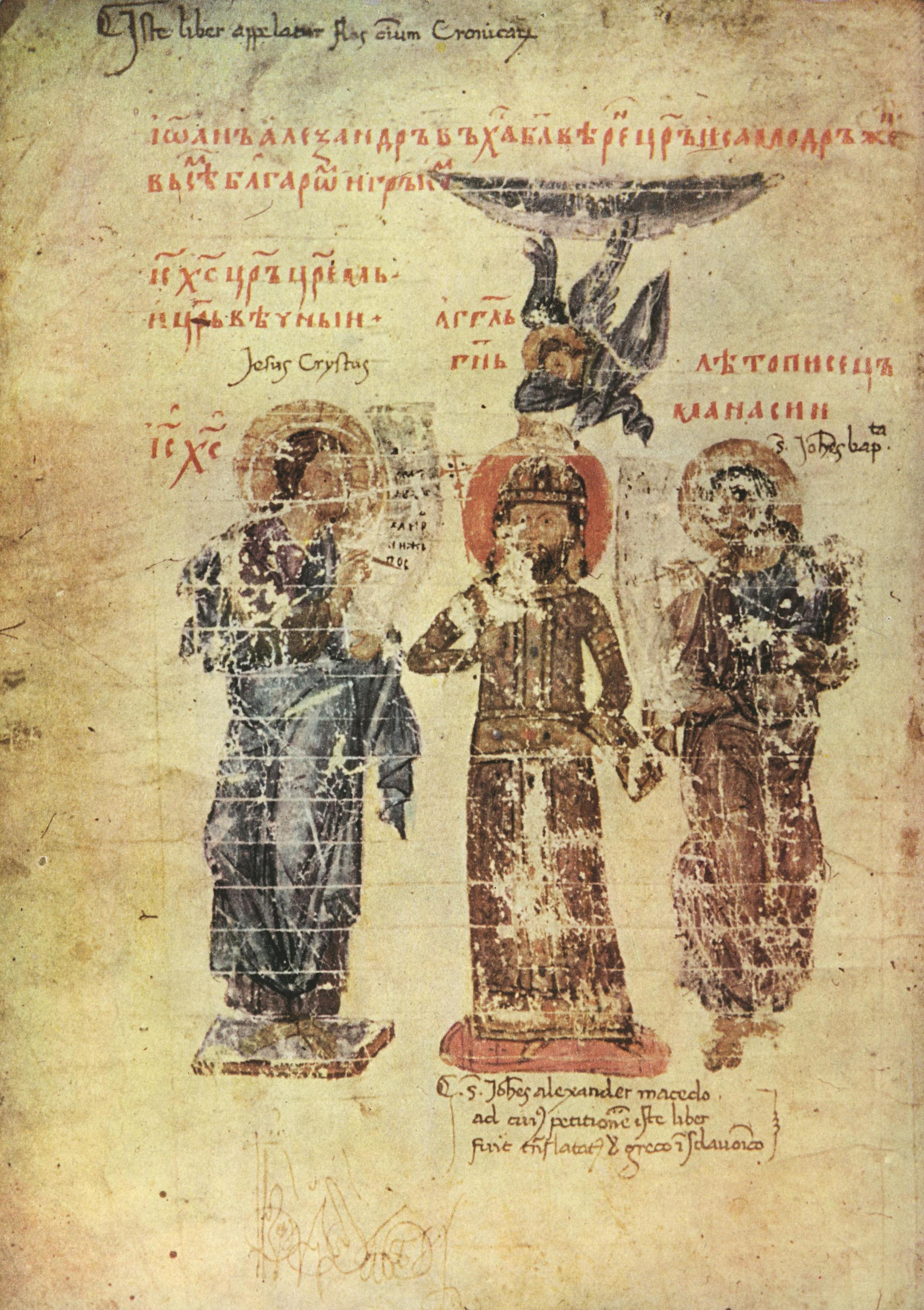
Миниатюра из летописи Манассии: автор (справа) рядом с царём Болгарии Иоанном-Александром и Иисусом Христом

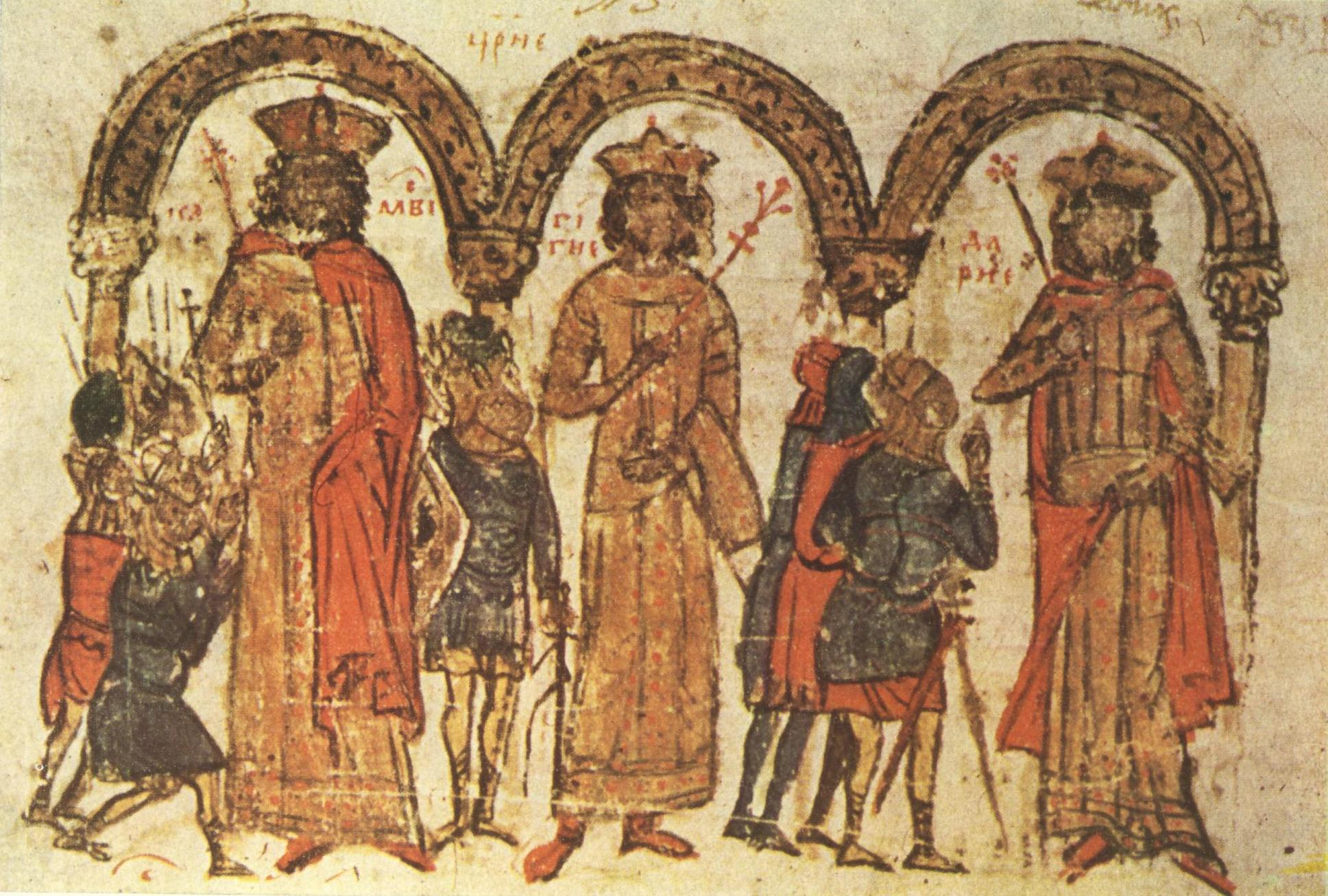
Миниатюра из летописи Манассии: цари Камбис II, Гигес и Дарий I

Константи́н Мана́ссия (Манасси) (греч. Κωνσταντῖνος Μανασσῆς; около 1130 — около 1187) — византийский хронист, поэт и романист XII века. В конце жизни — митрополит Навпакта.
Сведений о происхождении, родителях, учителях Константина не сохранилось. Манассия активно творил при императоре Мануиле I Комнине (1143—1180), чьё правление пришлось на последний период сохранения силы и славы Византии, а также «Комниновского Возрождения». Член кружка интеллектуалов севастократиссы Ирины, супруги Андроника Комнина, наряду с поэтами Феодором Продромом и Иоанном Цецем, где культивировался интерес к классическим античным сюжетам и жанрам (экфрасис, монодия и др.).
Под его именем дошла уникальная поэма — стихотворная хроника «Σύνοψις ίστορική» («Историческое обозрение»), свод всеобщей истории от сотворения мира до конца царствования Никифора III Вотаниата (1081), состоящий из 6733 строк в форме так называемого политического стиха. В хронике, в частности, нашли отражение события русско-византийской войны (970—971). В византийской поэзии подобных изложений исторических событий стихами больше нет (кроме сочинений Иоанна Цеца). Хроника получила большую популярность в XIV веке и появилась позже в свободном прозаическом переложении на народный язык; также Хроника была переведена на болгарский язык, латынь и славянские языки. Созданный в Болгарии в 1335—1345 году рукописный старославянский перевод Манассиевой хроники, богато украшенный прекрасными миниатюрами, сохранился в библиотеке Ватикана. Существуют также списки без миниатюр, хранящиеся в Москве (Государственный исторический музей, Московский или Синодальный список 1345 года, старейший из сохранившихся), Санкт-Петербурге (Российская национальная библиотека, Новгородский или Софийский список, сербославянская редакция XVII века), Бухаресте (Румынская академия, Тулчанский список, болгарская редакция XVI—XVII века), Хиландаре (библиотека Хиландарского монастыря на Афоне, Хиландарский список, сербославянская редакция 1510 года). Как содержание, так и система образов и стиль Хроники Константина Манассии оказали большое влияние на древнерусскую литературу, особенно на летописно-хронографические произведения (Русский Хронограф; Никоновская летопись; Лицевой летописный свод; Казанская история; «Повесть о зачале Москвы» и др.).
Константину Манассии принадлежат также:
- «Жизнь Оппиана» (51 строка) — стихотворная биография греческого поэта II—III вв.,
- стихотворный любовный роман «Аристандр и Каллифея» (изд. в «Erotici script. Graeci», фрагменты сохранились в антологии «Розовый сад» Макария Хрисокефала, XIV в.),
- монодия на смерть Феодоры Контостефанины,
- утешительное слово к мужу умершей Феодоры,
- монодия на смерть щеглёнка,
- монодия на смерть Никифора Комнина,
- монодия на Кира Алексея,
- прощальное слово к императору,
- описание (экфрасис) придворного карлика,
- описание ловли зябликов и чижиков,
- описание стенной мозаики в виде Земли как женщины с плодами и животными,
- описание рельефа с Одиссеем, подающим Киклопу вино,
- описание соколиной охоты,
- речь к императору Мануилу,
- «Моральная поэма» (в 916 пятнадцатисложниках, в 100 главах),
- поэма о поездке в Иерусалим (в 4 песнях, в 796 двенадцатисложниках).

Константин Манасси «виртуозно владеет риторической техникой описания, умеет выразить характерные черты метко и художественно, сказать многое в немногом. Поэт глубоко чувствует жизнь растительного и животного мира, красоту и учительность мироздания, особенно любит птиц» (О. В. Смыка).

## Издания и переводы
- [Хроника]: Constantini Manassis Breviarium historiae metricum / Rec. I. Bekkerus. Bonnae, 1837.
- Из «Хроники» Константина Манассии / Пер. О. В. Смыки // Труды кафедры древних языков МГУ. III. М., 2012. С. 228—246 [стихи 1—143, 2546—2554, 6722—6733].
- [Из «Хроники» Манасси] / Пер. О. В. Бычкова // Культура Византии. Вторая половина VII—XII вв. М., 1989. С. 438 [20 строк по PG. Т. 127, col. 222—224].
- [Из «Хроники» Манасси] : Афиногенов Д. Е. Новые сведения о климате Понта Евксинского в историческую эпоху // Вестник древней истории. 1999. 1. С. 137—145 [стихи 4805—4830].
- [Из «Хроники» Манасси. Перевод отрывков старославянского перевода XIV века, с добавками (глоссами) болгарского летописца] / Пер. Д. Полывяного // Родник златоструйный. Памятники болгарской литературы 9—18 веков. М., 1990.
- Константин Манасси. Жизнь Оппиана / Пер. О. В. Смыки // Труды кафедры древних языков МГУ. IV. М., 2016. С. 254—260.
- Поэма Манасси Кир Константина о его поездке в Иерусалим / Пер. О. В. Смыки // Аристей. XV. 2017. С. 161—192.
- Курц Э. Еще два неизданных произведения Константина Манассии // Византийский временник. Том XII. Вып. 1—4. 1906. С. 69—98 (описание соколиной охоты; речь к императору Мануилу).
- Курц Э. Два произведения Константина Манасси, относящиеся к смерти Феодоры Контостефанины // Византийский временник. Том VII. 1900. С. 621—645.
- Курц Э. Евстафия Фессалоникийского и Константина Манассии монодии на кончину Никифора Комнина // Византийский временник. Том XII. Вып. 1. 1911. С. 284—322.
- [Описание ловли зябликов и чижиков. Монодия на Кира Алексея] // Eos. VII. 1902. P. 180—194.
- Mazal O. Der Roman des Konstantinos Manasses. Wien, 1967 («Аристандр и Каллифея» — фрагменты, реконструкция).
- Хрониката на Константин Манаси / Превод и коментар Иван Буюклиев. София, 1992 (перевод на современный болгарский язык).
- Einige unedierte Stucke des Manasses und Italikos. Wien, 1902 (монодия на смерть щегленка: S. 3—9, 12).
- Symbolae phylologicae Polonicae. Leopoli, 1901. P. 11—20 (описание придворного карлика).
- Jahreshefte des Osterreichischen Archaologischen Instituts. 5. Beiblatt, 1902. S. 74—94 (описание рельефа с Одиссеем, подающим Киклопу вино).
- Poeme moral de Constantin Manasses / Ed. Emm. Miller // Annuaire de l’Association pour l’encourangement des etudes grecques en France. Vol. 9. 1875. P. 23—75 («Моральная поэма»).

## Исследования
- Манассия, Константин // Энциклопедический словарь Брокгауза и Ефрона : в 86 т. (82 т. и 4 доп.). — СПб., 1890—1907.
- Encyclopædia Britannica. CONSTANTINE MANASSES (англ.)
- Среднеболгарский перевод Хроники Константина Манассии в славянских литературах / Ред. И. С. Дуйчев, Д. С. Лихачев. София, 1988.
- Салмина М. А. Хроника Константина Манассии и литературный стиль XVI в. на Руси // Русская и грузинская средневековые литературы. Л., 1979. С. 99-104.
- Narrating Images in Byzantine Literature: The Ekphraseis of Konstantinos Manasses // Jahrbuch der Osterreichischen Byzantinistik. 55. 2005. S. 121—146.
- Bees N.A. Manassis, der Metropolit von Naupaktos, ist identisch mit dem Schriftsteller Konstantinos Manassis // Byzantinisch-Neugriehische Jahrbucher. 7. 1928—1929. S. 119—130.